# Viktor Ianoukovytch
Viktor Fedorovytch Ianoukovytch (ukrainien : Віктор Федорович Янукович ; russe : Виктор Фёдорович Янукович Viktor Fiodorovitch Ianoukovitch), né le 9 juillet 1950 à Ienakiieve (oblast de Donetsk), est un homme d'État ukrainien, président du pays du 25 février 2010 au 22 février 2014.
Membre du Parti des régions, une formation politique pro-russe, il devient Premier ministre de l'Ukraine en 2002. Candidat à l'élection présidentielle de 2004, il doit concéder l'organisation d'un nouveau second tour en raison de la révolution orange : il perd ce scrutin face à Viktor Iouchtchenko, meneur de la révolution. Il quitte alors la tête du gouvernement.
Les résultats de son parti aux élections législatives de 2006 le conduisent de nouveau au poste de Premier ministre. Redevenu principal dirigeant de l'opposition après le scrutin législatif de l’année suivante, il remporte l'élection présidentielle de 2010 avec 48,95 % des voix face à Ioulia Tymochenko.
Sa présidence est marquée par les accords de Kharkiv avec la Russie, par la dégradation de la situation financière de l'Ukraine et, selon ses opposants, par une dérive autoritaire, avec notamment une réforme de la Constitution renforçant les pouvoirs du chef de l’État. En 2014, un violent mouvement de contestation — provoqué par sa décision de suspendre l’accord d'association entre l'Ukraine et l'Union européenne — conduit à son exil en Russie et à sa destitution par le Parlement. Il est ensuite condamné par contumace en Ukraine.

## Biographie

### Enfance
Né dans la cité ouvrière de Joukovtsy, quartier de Ienakiieve, Viktor Fedorovytch Ianoukovytch (ukrainien : Віктор Федорович Янукович ; russe : Виктор Фёдорович Янукович Viktor Fiodorovitch Ianoukovitch) est le fils de Fedor Vladimirovitch Ianoukovytch (1923-1991), mécanicien dans l’usine métallurgique d'Enakievo, et d'Olga Semionovna Ianoukovitch (1925-1952). Il perd sa mère à l'âge de deux ans, et après le remariage de son père, il est élevé tantôt chez sa grand-mère biélorusse, tantôt à l’orphelinat. De 1957 à 1965, il est élève à l'école primaire puis au collège minier de Ienakiieve. Il passe son adolescence dans la pauvreté et comme membre d'un gang dans cette région industrielle.
Il est d'origine russe par sa mère, et biélorusse et polonaise par son père.

### Vie privée
En novembre 1971, Viktor Ianoukovytch se marie à Lyudmila Oleksandrivna Nastenko, née en 1949. Il a deux fils ; Oleksandr, né le 10 juillet 1973 à Donetsk, dentiste puis homme d'affaires et Viktor Jr, né le 16 juillet 1981 à Ienakiieve, étudiant à l'université nationale de Donetsk, député d'Ukraine de 2006 à 2014 pour le Parti des régions, mort en mars 2015 en Sibérie. Il est divorcé depuis 2016.

### Études
En 1973, il est diplômé par correspondance du collège des mines d'Ienakiieve, puis, en 1980, diplômé par correspondance de l'Institut polytechnique de Donetsk (spécialité « automobiles et industrie automobile »). Il est diplômé de l'Académie ukrainienne du commerce extérieur (droit international) en 2001. Il est docteur en économie et professeur.

### Carrière professionnelle
En 1969, il entre à l’usine métallurgique d'Ienakiieve comme ouvrier métallurgiste. Il est électricien de 1972 à 1973 et mécanicien de 1973 à 1976. Il devient ensuite directeur des transports de la compagnie minière Ordzhonikidzeugol.
En 1987, il accède à la fonction de directeur adjoint de la logistique et du transport de l'association industrielle de l'industrie houillère de Donetsk ; en mai 1989, il en devient directeur. En juillet 1989, il est nommé directeur de Donbastransremont, puis, en 1991, est élu à la tête de la direction de Donbastransremont. Entre janvier et septembre 1994, il est directeur général de l'association industrielle du transport de l'industrie houillère Ukrvuglepromtrans. Il est ensuite nommé directeur général du transport routier de la région de Donetsk.

### Carrière politique

#### Débuts
De 1964 à 1978, il est membre du Komsomol. De 1980 à 1991, il est membre du Parti communiste.
D'août 1996 à septembre 1996, il est vice-gouverneur (vice-président), puis, de septembre 1996 à mai 1997, premier vice-gouverneur (premier vice-président), et enfin, du 14 mai 1997 au 21 novembre 2002, gouverneur (président de l'administration d'État) de la province (oblast) de Donetsk, une région minière de l'Est du pays, proche culturellement et géographiquement de la Russie. Pour ce faire, il bénéficie du soutien de Rinat Akhmetov, milliardaire soutenant le Parti des régions.
En mars 1998, il est élu député du conseil provincial de Donetsk et, de mai 1999 à mars 2001, il est président du conseil provincial de Donetsk.
Du 21 novembre 2002 au 7 décembre 2004, puis du 28 décembre 2004 au 5 janvier 2005, il est Premier ministre, nommé par le président Leonid Koutchma. Le 19 avril 2003, il est élu président du Parti des régions.

#### Élection présidentielle de 2004
Le 4 juillet 2004, considéré comme étant le dauphin du président Leonid Koutchma, il est désigné candidat du Parti des régions à l'élection présidentielle d’octobre et novembre, face notamment à Viktor Iouchtchenko. Au second tour du scrutin, les résultats officiels le donnent élu chef de l’État, mais d’importantes contestations contre des fraudes électorales présumées ont lieu dans les régions de l'Ouest du pays et dans la capitale, Kiev. Pour sortir de l'impasse politique, le président Koutchma fait organiser un nouveau second tour de l’élection présidentielle. Ce nouveau scrutin, qui se tient le 26 décembre 2004, voit la victoire de Viktor Iouchtchenko. Le 31 décembre 2004, Viktor Ianoukovytch démissionne de la tête du gouvernement ; sa démission est acceptée par Leonid Koutchma le 5 janvier 2005.

#### Premier ministre
Lors des élections législatives du 26 mars 2006, le Parti des régions de Ianoukovytch obtient 33 % des suffrages et obtient ainsi le premier groupe parlementaire à la Verkhovna Rada.
Ianoukovytch souhaite des liens plus forts avec la Russie et que l'Ukraine intègre l'Union européenne (en accord sur ce point avec le président Viktor Iouchtchenko). Néanmoins, Ianoukovytch s'oppose à la candidature de l'Ukraine à l'OTAN. Ianoukovytch défend les intérêts des consortiums d'extraction minière des oblast de Louhansk et de Donetsk.
Le 4 août 2006, après quatre mois et demi de tentatives infructueuses pour former une coalition avec le parti pro-occidental de Ioulia Tymochenko, le président Iouchtchenko se résigne à nommer Ianoukovytch au poste de Premier ministre d'un gouvernement de coalition. L'accord signé avec le président Iouchtchenko stipule que l'Ukraine poursuivra ses négociations d'adhésion à l'OTAN et son rapprochement avec l'Union européenne. Cet accord permet d'éviter la dissolution du Parlement et la tenue de nouvelles élections législatives.

#### Élections législatives de 2007
Le 3 avril 2007, le président Viktor Iouchtchenko dissout à nouveau le Parlement et la coalition vole en éclats. Les élections législatives anticipées ont lieu le 30 septembre 2007 et conduisent à la démission de Viktor Ianoukovytch le 18 décembre, Ioulia Tymochenko étant confirmée au poste de Premier ministre par le Parlement.

#### Élection présidentielle de 2010

Résultats obtenus au second tour par Viktor Ianoukovytch dans chaque oblast.

Ianoukovytch redevient alors le chef de l'opposition ; à partir de 2007 il profite des conflits entre le président et le Premier ministre. Le 17 janvier 2010, lors du premier tour de l'élection présidentielle, il arrive en tête avec 35,32 % des voix, devançant Ioulia Tymochenko (25,05 %) et Viktor Iouchtchenko (5,45 %). Il refuse de participer au débat télévisé contre sa rivale, qui le qualifie de « candidat de la mafia et de la criminalité ».
Le second tour de l'élection a lieu le 7 février. Marqué par un taux de participation important (69,15 %), il est remporté par Viktor Ianoukovytch qui réunit 48,95 % des voix, contre 45,47 % pour Ioulia Tymochenko, dont les proches dénoncent « des fraudes massives ». Le résultat est pourtant jugé « transparent et honnête » par les observateurs de l'OSCE.

#### Président de l’Ukraine

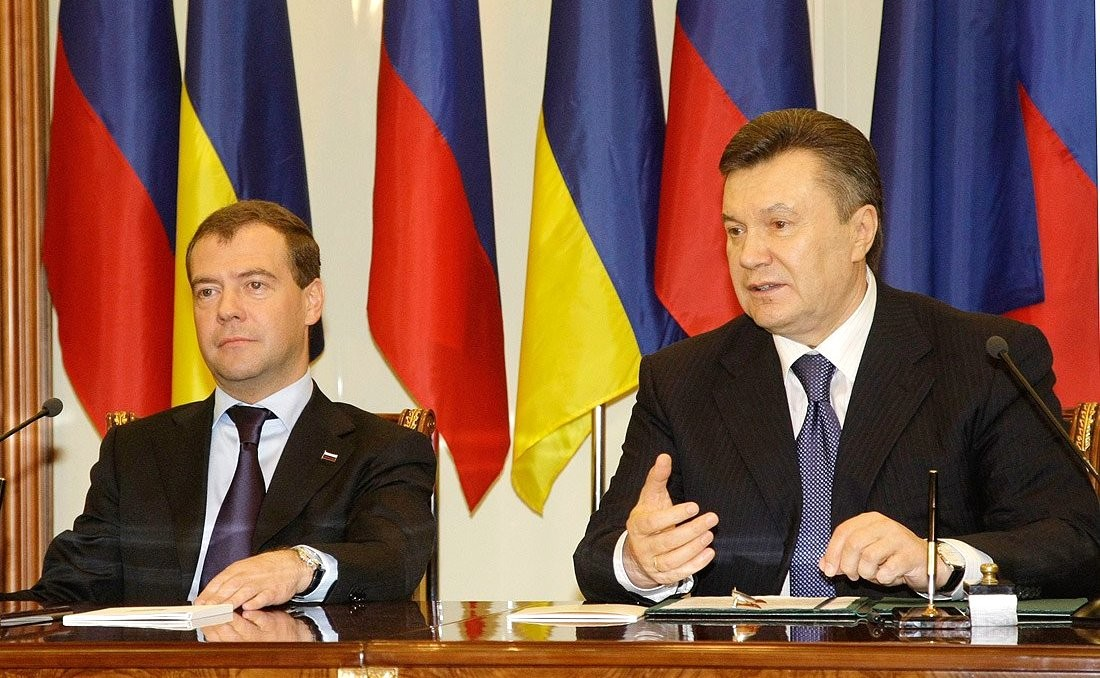
Viktor Ianoukovytch et le président russe Dmitri Medvedev, le 21 avril 2010, lors de la signature des accords de Kharkov.

Viktor Ianoukovytch prête serment le 25 février 2010, devant les membres du Parlement ukrainien, le Conseil suprême. Il dénonce « des dettes colossales, la pauvreté, une économie qui s'effondre, la corruption » et souhaite des relations fortes avec l'Union européenne et la Russie. Il effectue sa première visite officielle à l'étranger à Bruxelles le 1er mars 2010, où il s'entretient avec le président du Conseil européen, Herman Van Rompuy. Viktor Ianoukovytch se rend en Russie le 5 mars.
Il annonce le soir de son investiture son intention de remplacer Ioulia Tymochenko au poste de Premier ministre. Celle-ci refuse, et défie les partisans du nouveau président en soumettant un vote de confiance au Parlement. Le 3 mars 2010, son gouvernement tombe après le vote d'une motion de censure. Huit jours plus tard, Mykola Azarov, un proche de Ianoukovytch, est investi par le Parlement.
Signe de rapprochement avec la Russie, le 21 avril 2010, le président ukrainien signe avec son homologue russe, Dmitri Medvedev, un traité (accords de Kharkiv) portant, d'une part, sur le prolongement pour 25 ans (jusqu'en 2042) du bail (à échéance de 2017) de la flotte russe de la mer Noire à Sébastopol en Crimée, et, d'autre part, sur la diminution de 30 % du prix du gaz russe livré à l'Ukraine. L'opposition proteste violemment contre cet accord lors du vote au Parlement le 27 avril. Le même mois, Viktor Ianoukovytch, contrairement à son prédécesseur Viktor Iouchtchenko, déclare ne pas considérer l'Holodomor, la famine provoquée dans les années 1930 et qui a fait des millions de victimes Ukrainiennes, comme un génocide.

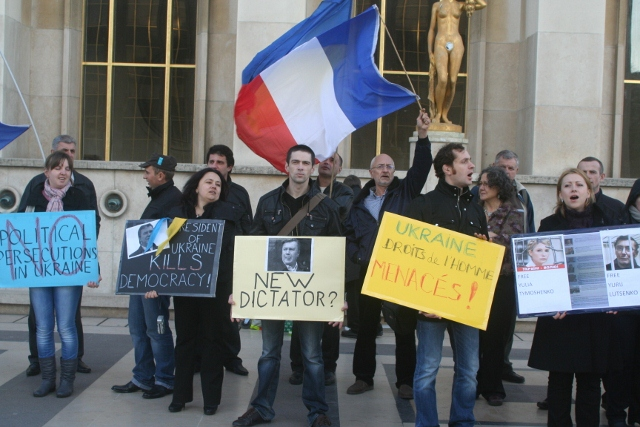
Manifestation contre Viktor Ianoukovytch, en 2011 (Paris, Parvis des droits de l'homme).

Le 1er octobre 2010, la Cour constitutionnelle valide la réforme qui revient sur les changements constitutionnels introduits en 2004 : les pouvoirs du président de la République sont ainsi renforcés (possibilité de limogeage sans justification d'un membre du gouvernement ou d'un dirigeant de chaîne de télévision, de faire fi des décisions du gouvernement, etc.) et les prérogatives du Parlement amoindries. Pour l'analyste Victor Tchoumak, « Ianoukovytch ne s'est pas contenté de rétablir le modèle qui existait à l'époque de Koutchma. Il l'a nettement renforcé. Désormais, le président façonne lui-même la verticale de l'exécutif dans son ensemble, et ce système est devenu beaucoup plus facile à contrôler après la « réforme administrative » […] qui a quasiment divisé par deux le nombre de ministères et d'administrations. »
Réputé autoritaire et intolérant avec les médias, Viktor Ianoukovytch doit faire face aux critiques de journalistes Ukrainiens qui dénoncent régulièrement la censure qu'il exercerait sur eux. Après une année d'exercice du pouvoir, l'ONG américaine Freedom House a rayé l'Ukraine de la liste des pays libres, tandis qu'en Occident, des voix dénoncent un recul des processus démocratiques et des atteintes à la liberté d'expression. L'Ukraine est désormais décrite comme un pays partiellement libre,.
Sur fond d'accusation de corruption par la justice ukrainienne, l'ancien ministre de l'Économie du gouvernement Tymochenko, Bogdan Danilichine, obtient l'asile politique en République tchèque, tandis que Ioulia Tymochenko est elle-même assignée à résidence,. Au total, quinze anciens membres du gouvernement Tymochenko font l'objet de poursuites judiciaires depuis l'arrivée au pouvoir de Ianoukovytch. À partir d'octobre 2011, à la suite de la condamnation de Tymochenko à sept ans de prison ferme, les relations entre l'Ukraine et les pays occidentaux se dégradent, ces derniers voyant un motif politique dans cette condamnation.

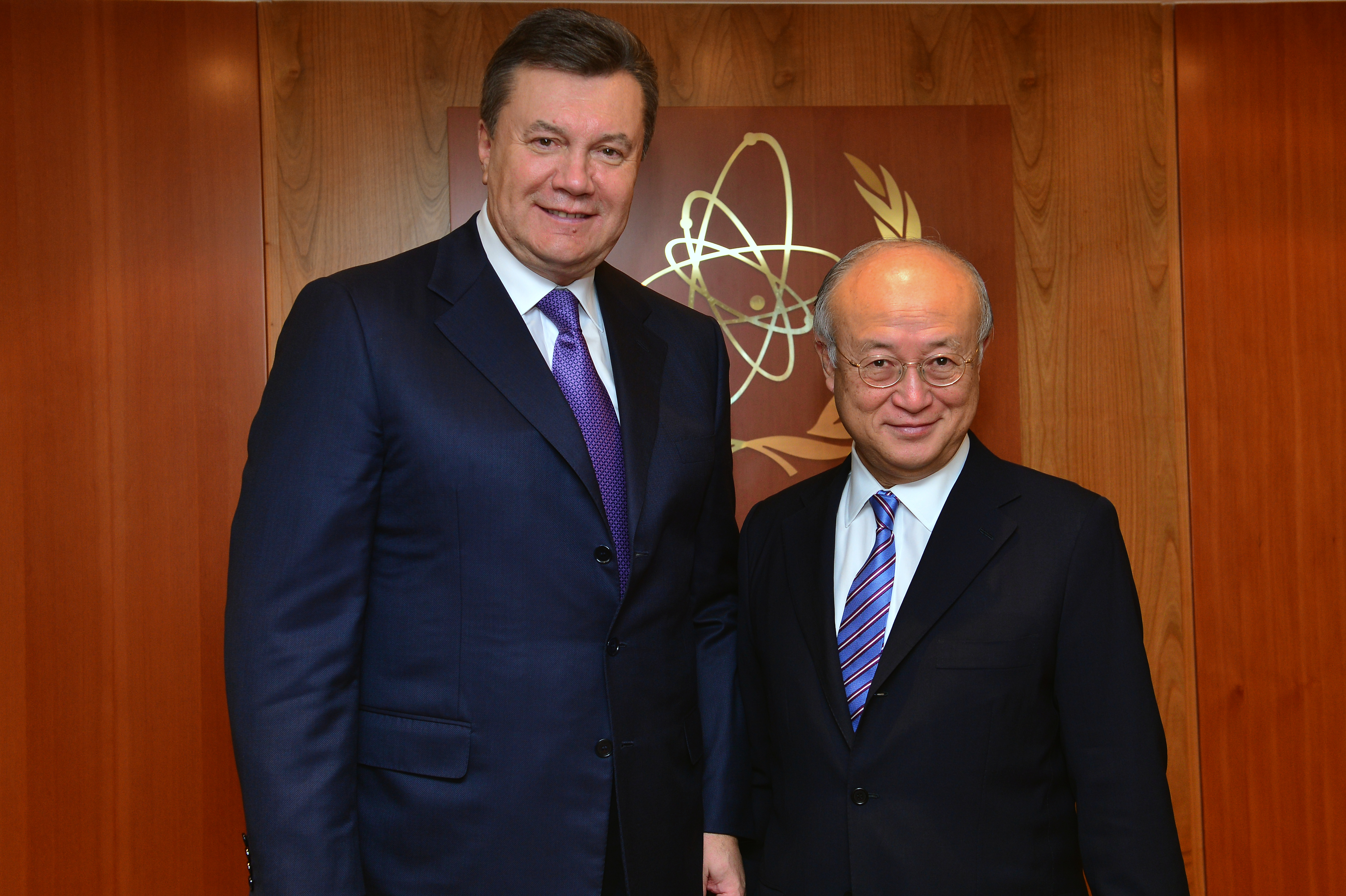
Viktor Ianoukovych avec le directeur général de l'IAEA Yukiya Amano à Vienne, 2013.

Dans ce contexte de tension entre l'Ukraine et l'Union européenne, Bruxelles a depuis 2011 subordonné la signature d'un accord de libre-échange à plusieurs conditions : la fin des poursuites judiciaires contre les opposants de Ianoukovytch, le respect de l'État de droit et l'indépendance de la justice. En avril 2013, l'ancien ministre de l'Intérieur Iouri Loutsenko est le premier homme politique d'envergure finalement libéré, la détention de Tymochenko restant toutefois le sujet le plus sensible.

#### Protestations populaires et destitution

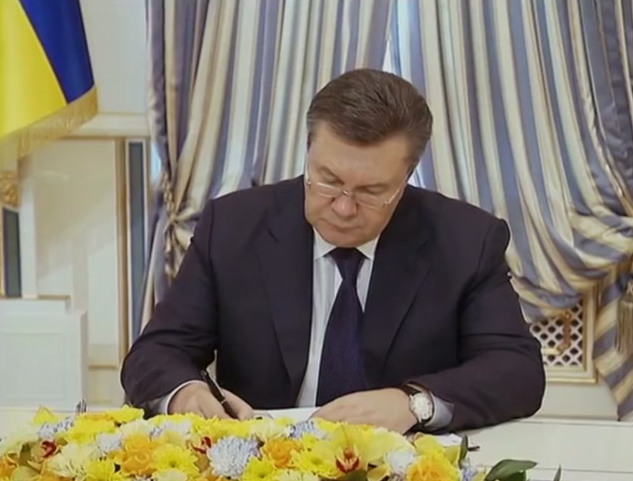
Viktor Ianoukovytch, la veille de sa destitution, lors de la signature de l'accord de sortie de crise avec l'opposition.

En novembre 2013, Viktor Ianoukovytch décide finalement de refuser l'accord avec l'Union européenne et de « relance[r] un dialogue actif avec Moscou ».
Ce refus entraîne d'importantes manifestations pro-européennes à Kiev rassemblant des centaines de milliers de personnes, l'occupation du Maïdan Nézalejnosti et de la mairie, avec comme mot d'ordre la démission du président Ianoukovytch. La légitimité de Viktor Ianoukovytch est d'autant plus remise en cause après la mort de 75 manifestants tués par balle le jeudi 20 février 2014.
Le 22 février 2014, alors que des rumeurs évoquent sa démission, le président déclare, lors d'une dernière allocution télévisée, qu'il refuse de démissionner et évoque un « coup d'État » en faisant un parallèle avec l'arrivée des nazis en Allemagne. Quelques heures plus tard, le Parlement vote sa destitution s'appuyant sur la Constitution qui permet au Parlement de destituer le président élu si ce dernier n'est pas capable d'assurer sa fonction ou s'il abandonne de facto ses fonctions. Le Parlement justifie également cette décision en accusant Viktor Ianoukovytch de violation massive des droits de l'homme. Le Parlement fixe également au 25 mai 2014 la prochaine élection présidentielle par 328 voix sur 450. Oleksandr Tourtchynov assure l'intérim et Ioulia Tymochenko, emprisonnée depuis deux ans et demi, retrouve la liberté,.
Parallèlement, les manifestants et la presse ont pu entrer dans la Mejyhiria, sa résidence située dans la banlieue de Kiev : celle-ci dévoile le patrimoine considérable de Viktor Ianoukovytch et le train de vie qu'il y menait.
Après sa disparition le 22 février, Ianoukovytch réapparait le 28 à Rostov-sur-le-Don, en Russie, d'où il prononce un discours dans lequel il décrit les membres du gouvernement ukrainien comme « fascistes », réfute sa destitution qu'il juge illégale, et confirme qu'il reste bien le président légitime de l'Ukraine, se considérant en exil,. Néanmoins, les États-Unis, par la voix de la porte-parole du département d'État américain, annoncent considérer que le président déchu n'a plus aucune légitimité à diriger l'Ukraine depuis sa fuite du pays et, le 4 mars 2014, Vladimir Poutine, indique dans sa première déclaration publique depuis la destitution de Ianoukovytch que celui-ci n'a plus d'avenir politique et qu'il le lui a signifié personnellement.

## Sanctions
En août 2022, il est placé, ainsi que son fils Oleksandr, sur la liste des personnalités visées par des sanctions européennes. L'Union européenne lui reproche de jouer « un rôle dans l'atteinte ou la menace de l'intégrité territoriale, de la souveraineté et de l'indépendance de l'Ukraine » et le soumet à une interdiction de visa de l'UE et à un gel de ses éventuels actifs détenus dans les pays de l'Union.

## Affaires judiciaires

### 1967: violence en réunion
Le 15 décembre 1967, accusé d'avoir en compagnie de deux amis, frappé un homme inconscient et de l'avoir volé. Il est reconnu coupable de vol avec agression conformément à l'article 141 partie 2 du code pénal de la république socialiste soviétique d'Ukraine. Condamné à trois ans de prison, il est envoyé dans un camp pour mineurs. Sa peine est réduite à dix-huit mois en raison de l'amnistie décidée en l'honneur du cinquantième anniversaire de la révolution d'octobre. 

### 1969: violence
Libéré au bout de six mois pour bonne conduite, il est impliqué dans une rixe à Ienakiieve le 16 septembre 1969. Inculpé au titre de l'article 102 du code pénal de la république socialiste soviétique d'Ukraine (coups et blessures), il est condamné le 8 juin 1970 à deux ans de prison. Il est relâché en juin 1972. Les sanctions sont annulées en 1973 et effacées en 1978 par la justice soviétique. Une fois devenu homme politique, il qualifiera ses actes d'« erreurs de jeunesse ».

### 2014: mandat d'arrêt pour meurtre de masse
Le 24 février 2014, soit deux jours après sa destitution par le Parlement ukrainien, un mandat d'arrêt est lancé contre lui par la justice ukrainienne pour « meurtres de masse ».
Début mai 2017 a lieu à Kiev le procès (in abstentia) de Viktor Ianoukovytch. Le procès inclut les témoignages de plusieurs officiels ukrainiens, dont le président Petro Porochenko qui accuse directement Ianoukovytch d'avoir comploté en faveur de la « guerre hybride menée par les Russes contre l'Ukraine ». Les avocats de Ianoukovytch essayent eux de démontrer que le procès est politiquement motivé.
Le 24 janvier 2019, il est condamné par contumace par un tribunal de Kiev à treize ans de prison pour « haute trahison » pour avoir peu après sa destitution demandé à Vladimir Poutine « l’utilisation des forces armées de la fédération de Russie (…) dans le but de rétablir l’ordre constitutionnel et la stabilité ainsi que de défendre la population ukrainienne ».

### 2016: détournement de fonds
Le Tribunal de l'Union européenne rejette, en septembre 2016, le recours que Viktor Ianoukovytch avait déposé contre le gel de ses avoirs. Le 28 avril 2017, le procureur général, Iouri Loutsenko annonce le rapatriement vers l'Ukraine de 1,4 milliard d'euros qu'il a détournés, somme qui sera utilisée pour les aides sociales pour la guerre du Donbass.